# HIGH POWERED
「HIGH POWERED」（ハイ・パワード）は、スフィアの9枚目のシングル。2011年10月26日にGloryHeavenから発売された。

## 概要
前作「LET・ME・DO!!」から約3ヶ月ぶりのリリースであり、2011年3作目のシングル。
表題曲「HIGH POWERED」は、テレビアニメ『侵略!?イカ娘』のオープニングテーマに起用されている。なお、スフィアの楽曲がテレビアニメの主題歌に起用されるのは7枚目のシングル「Hazy」以来2作ぶり。「MOON SIGNAL」以来3作ぶりに、畑亜貴がA面曲の作詞を手がけている。
初回限定盤、通常盤の2種リリース。初回限定盤はスリーブケース仕様で、表題曲「HIGH POWERED」のPVを収録したDVDが同梱されている。また、初回限定盤、通常盤の初回プレス盤には2011年11月12日に開催された本作を引っ提げた発売記念イベント『スフィアと一緒に東京の海をクルージングしようじゃなイカ!?』の応募ハガキが同梱された。

### 主な記録
2011年11月7日付のオリコンシングル週間ランキングで7位を獲得。初動売上は1.5万枚を記録し前作とほぼ同水準の売り上げ数となった。なお、今まで自己最高位だった6枚目のシングル「MOON SIGNAL」と8thシングル「LET・ME・DO!!」の8位を更新した。また、発売初日のオリコンデイリーランキングで6枚目のシングル「MOON SIGNAL」同様4位にランクインした。
2011年10月度月間シングルランキングでは31位を獲得した。グループのシングル作品が月間チャートにランクインするのは6枚目のシングル「MOON SIGNAL」から4作連続。推定売上枚数は1.4万枚を記録した。
2011年10月31日付のBillboard JAPAN HOT 100で35位、Billboard JAPAN Hot Singles Salesで8位、Billboard Hot Animationで5位を獲得した。なお、スフィアの作品がBillboard JAPAN HOT 100にランクインするのは前作「LET・ME・DO!!」から2作連続。Billboard Hot AnimationへのTOP5入りは6枚目のシングル「MOON SIGNAL」から4作連続。
2011年10月28日のミュージックステーションでは8位を獲得した。同チャートにランクインするのは6枚目のシングル「MOON SIGNAL」以来3作ぶり。また、2011年10月24日から10月30日調査分のサウンドスキャンの週間シングルCDソフトTOP20では8位、2011年11月5日放送分のCDTV内のThis Week's TOP 100では12位を獲得した。

## 批評
hotexpressの平賀哲雄は、「軽快なアップテンポの曲調で、詞にはポピュラーなフレーズが入り混じっているサマーソングである。」と批評した。
CDジャーナルは、「表題曲はブレイクダウンパートが激しく印象的なロッキンハイエナジー曲。カップリング曲は暖かなイメージのラブソングである。」と評した。

## 収録曲
1. HIGH POWERED
作詞：畑亜貴、作曲・編曲：山元祐介
  - テレビアニメ『侵略!?イカ娘』オープニングテーマ

アップテンポな曲調に力強い言葉が込められている詞であり、爽快感が感じられるパワーソングである[7]。
2. Hello, my love
作詞：こだまさおり、作曲・編曲：森谷敏紀
スフィアの楽曲では新しいタイプであり、寿は既存の楽曲の中で一番可愛い曲であると語っている[8]。
3. HIGH POWERDED（Off Vocal）
4. Hello, my love（Off Vocal）

DVD（初回限定盤のみ）
1. HIGH POWERED（Music Clip）